# Герлах II фон Изенбург
Герлах II фон Изенбург-Гренцау (на немски: Gerlach II von Isenburg-Grenzau; † 6 май 1488) е господар на Изенбург-Гренцау.

## Биография
Той е син на Салентин VI фон Изенбург, господар в Гренцау († 1458), и втората му съпруга Мария фон Изенбург-Бюдинген-Гренцау, дъщеря на Еберхард фон Изенбург-Гренцау (1356 – 1399) и Мехтилд фон Марк, дъщеря на граф Адолф II фон Марк († 1347) и Маргарета фон Клеве († 1348). Внук е на Салентин V фон Изенбург и съпругата му Аделхайд фон Изенбург-Аренфелс. Брат е на Салентин († 1465), Салентин († 1482) и на Катарина (1413 – 1465), омъжена за Франк XII фон Кронберг († 1461).

## Фамилия
Герлах II се жени за Юта фон Епенщайн († сл. 21 май 1451), дъщеря на граф Готфрид VII фон Епенщайн-Мюнценберг († 1437) и графиня Юта фон Насау-Диленбург († 1424), дъщеря на граф Адолф фон Насау-Диленбург. Те имат децата:
- Герлах III († 1502), господар на Изенбург-Гренцау, женен 1455 г. за Хилдегард фон Зирк († 1478)
- Салентин (* ок. 1454; † 1488), каноник в Трир и Кьолн
- Якоб (* ок. 1456; † сл. 17 януари 1505), ко-граф в Изенбург (1470 – 1488), каноник в Кьолн
- Арнолд (* ок. 1468; † 1492), каноник в Кьолн, Майнц и Трир

Той има незаконен син:
- Хенгин, fl 1477 – 1519